# Breite Straße 17 (Quedlinburg)

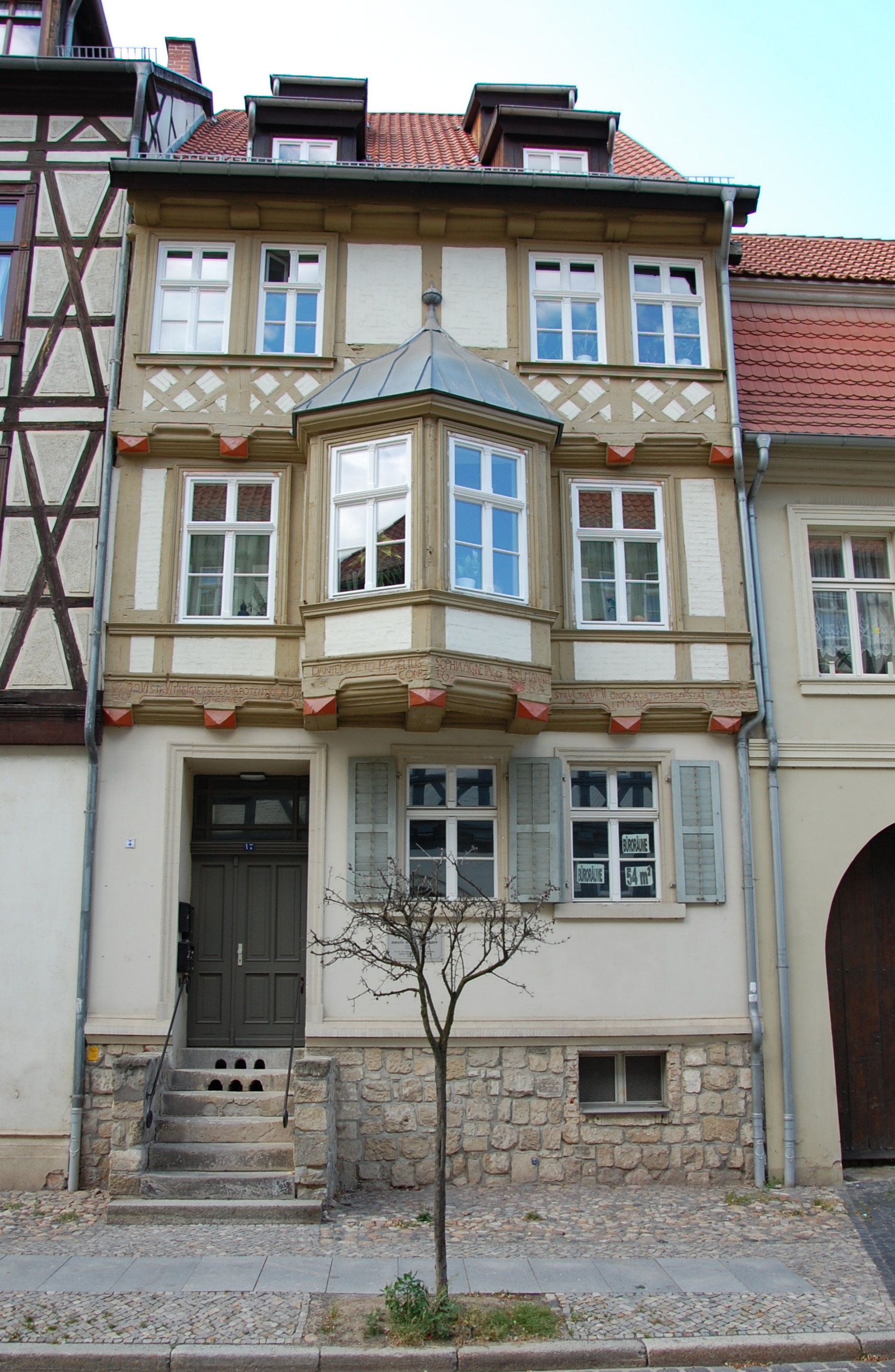
Haus Breite Straße 17

Das Haus Breite Straße 17 ist ein denkmalgeschütztes Gebäude in der Stadt Quedlinburg in Sachsen-Anhalt.

## Lage
Es befindet sich nordöstlich des Marktplatzes der Stadt und gehört zum UNESCO-Weltkulturerbe. Im Quedlinburger Denkmalverzeichnis ist es als Wohnhaus eingetragen. Südlich des Hauses grenzt das gleichfalls denkmalgeschützte Haus Breite Straße 16, nördlich das Haus Breite Straße 18 an.

## Architektur und Geschichte
Das dreigeschossige frühbarocke Fachwerkhaus entstand im Jahr 1687 durch den Quedlinburger Zimmermeister Andreas Besen. Auf ihn verweist die Inschrift A.BESEN Z.MANN. Möglicherweise ist das Gebäude in seinem Kern jedoch älter. Hierauf deutet eine massive Mauer im Erdgeschoss des Nordgiebels hin. Prägend für das Erscheinungsbild des Hauses ist ein mittig vor dem ersten Obergeschoss befindlicher polygonaler Erker. Sowohl am Erker als auch an der Stockschwelle des Hauses befindet sich eine Inschrift. Die Fassade des zweiten Obergeschosses ist mit Rautenkreuzen verziert.
Der Gewölbekeller des Hauses stammt vermutlich von einem Vorgängerbau. In einem der drei Kellerräume befindet sich ein Wasserbrunnen.
Von 1800 bis 1837 lebte der Quedlinburger Bürgermeister und Schriftsteller Johann August Donndorff (1754–1837) im Haus. An ihn erinnert eine am Haus angebrachte Gedenktafel.
Im Flur des Gebäudes hängt eine Kirchenglocke. Darüber hinaus bestehen eine protestantische Bildgeschichte sowie Sinnsprüche. 1998 wurden nach der Entfernung von dickem Lehmputz festgestellt, dass auf den Innenseiten der Giebelwände große, die ganze Zimmerwand einnehmende, sich aufeinander beziehende Wandmalereien direkt auf den Sandstein gemalt worden waren. Die erhaltenen Reste zeigen eine möglicherweise als Hirsch zu deutende figürliche Darstellung, Quaderungen, Reste von Rahmungen und darin enthaltene größere Schriftblöcke.